# Batu Penyu
Batu Penyu is een bestuurslaag in het regentschap Belitung Timur van de provincie Bangka-Belitung, Indonesië. Batu Penyu telt 4238 inwoners (volkstelling 2010).